# Пёммельте
Пёммельте (нем. Pömmelte) — община в Германии, в земле Саксония-Анхальт. 
Входит в состав района Зальцланд. Подчиняется управлению Эльбе-Зале.  Население составляет 660 человек (на 31 декабря 2006 года). Занимает площадь 12,35 км². 
Достопримечательность Круговая святыня Пёммельте — древняя обсерватория, превосходящая по размерам Гозекский круг, расположенный примерно в часе езды.